# Christian Lell
Christian Lell (n. 29 de agosto de 1984, en Múnich, Alemania) es un futbolista alemán que jugaba como defensor.

## Carrera
Lell es producto del Equipo de Juveniles del Bayern de Múnich.  Lell vio acción con el segundo equipo del Bayern de Múnich en la Liga Regional del Sur desde el 2001 hasta el 2004. Debutó en la Bundesliga contra el Hertha de Berlín Berlin el 4 de octubre de 2003, luego de lo cual jugó tres partido más por el Bayern en dicha temporada. Lell fue prestado al FC Colonia entre 2004 y 2006, regresando al Bayern en julio de 2006.Entre el 2006 y el 2010 permaneció en el Bayern de Múnich y en 2010 fue traspasado por un total de 450.000 € al Hertha de Berlín Berlin.
En agosto de 2012 es traspasado al Levante UD. desvinculándose del mismo el 30 de enero de 2014.

### Carrera internacional
Christian Lell jugó por la selección Sub-20 de su país en el campeonato de dicha categoría llevado a cabo en 2003.

## Vida personal
Lell estuvo casado con su exmujer Daniela, hasta febrero del año 2010 en que se divorciaron, a raíz de que rumores de la prensa alemana aseguraran que Daniela, que estaba embarazada de seis meses, no había engendrado ese hijo con Lell, sino con su excompañero en el FC Bayern de Múnich, Michael Ballack. Todo esto inicio con la declaración de Lell de que esperaba con ansias el nacimiento y que no era como Ballack que piensa que puede permitirse todo.«Nota sobre la relación entre la ex-esposa de Lell y Ballack». Archivado desde el original el 18 de agosto de 2010. Consultado el 13 de agosto de 2010.
Además, en Valencia fue acusado y absuelto por un delito de violencia de género.

## Estadísticas de su carrera
| Equipo        | Temporada | Liga Doméstica | Liga Doméstica | Copa Doméstica | Copa Doméstica | UEFA | UEFA  | Total | Total |
| Equipo        | Temporada | Apa            | Goles          | Apa            | Goles          | Apa  | Goles | Apa   | Goles |
| ------------- | --------- | -------------- | -------------- | -------------- | -------------- | ---- | ----- | ----- | ----- |
| Bayern Munich | 2003-04   | 4              | 0              |                |                |      |       | 4     | 0     |
| Bayern Munich | Total     | 4              | 0              |                |                |      |       | 4     | 0     |
| FC Köln       | 2004-05   | 16             | 1              |                |                | -    | -     | 16    | 1     |
| FC Köln       | 2005-06   | 26             | 0              |                |                | -    | -     | 26    | 0     |
| FC Köln       | Total     | 42             | 1              |                |                | -    | -     | 42    | 1     |
| Bayern Munich | 2006-07   | 12             | 0              | 0              | 0              | 4    | 0     | 16    | 0     |
| Bayern Munich | 2007-08   | 19             | 0              | 2              | 0              | 7    | 1     | 28    | 1     |
| Bayern Munich | Total     | 31             | 0              | 2              | 0              | 11   | 1     | 44    | 1     |
| Levante UD    | 2012-2013 | 2              | 1              |                |                |      |       |       |       |
| Levante UD    | Total     |                |                |                |                |      |       |       |       |
| Totales       |           | 77             | 1              | 2              | 0              | 11   | 1     | 90    | 2     |

## Palmarés
| Título                      | Club*            | País     | Año  |
| --------------------------- | ---------------- | -------- | ---- |
| 2. Bundesliga               | 1. FC Colonia    | Alemania | 2005 |
| Copa de la Liga de Alemania | Bayern de Múnich | Alemania | 2007 |
| Bundesliga                  | Bayern de Múnich | Alemania | 2008 |
| Copa de Alemania            | Bayern de Múnich | Alemania | 2008 |
| Bundesliga                  | Bayern de Múnich | Alemania | 2010 |
| Copa de Alemania            | Bayern de Múnich | Alemania | 2010 |